# Tipula (Lunatipula) hirsuta
Tipula (Lunatipula) hirsuta is een tweevleugelige uit de familie langpootmuggen (Tipulidae). De soort komt voor in het Nearctisch gebied.